# Geesje
Geesje is een meisjesnaam die vooral in de Nederlandse provincies Drenthe en Overijssel voorkomt. 
De naam Geesje is een verkorting van Gesina, dat is afgeleid van Geertruida. 
In 2014 kwam de naam in Nederland 6204 maal voor als eerste naam en 1853 maal als tweede naam. De naam Geesje was in de  negentiende eeuw algemeen. Vanaf 1970 werd de naam minder gegeven. 

## Personen met de voornaam Geesje
- Geesje Feddes, schrijfster en feministe
- Geesje Kwak, model
- Geesje Kwakkel, in 1987 de oudste levende vrouw van Nederland

## Geeske
De variant Geeske komt vooral in Friesland voor. Geeske kwam in 2014 in Nederland 2473 maal voor als eerste naam en 995 maal als tweede naam. De naam was in de negentiende eeuw algemeen. Vanaf 1970 werd de naam Geeske minder gegeven. 